# Мальовнича вулиця (Київ)
Мальовни́ча ву́лиця — вулиця у Святошинському районі міста Києва, селище Біличі. Пролягає від вулиці Патріарха Володимира Романюка до Осінньої вулиці. 
Прилучаються провулки Комерційний, Мальовничий і Сиванівський.

## Історія
Вулиця виникла в першій половині XX століття, мала назву Польова. Сучасна назва — з 1966 року.

## Зображення

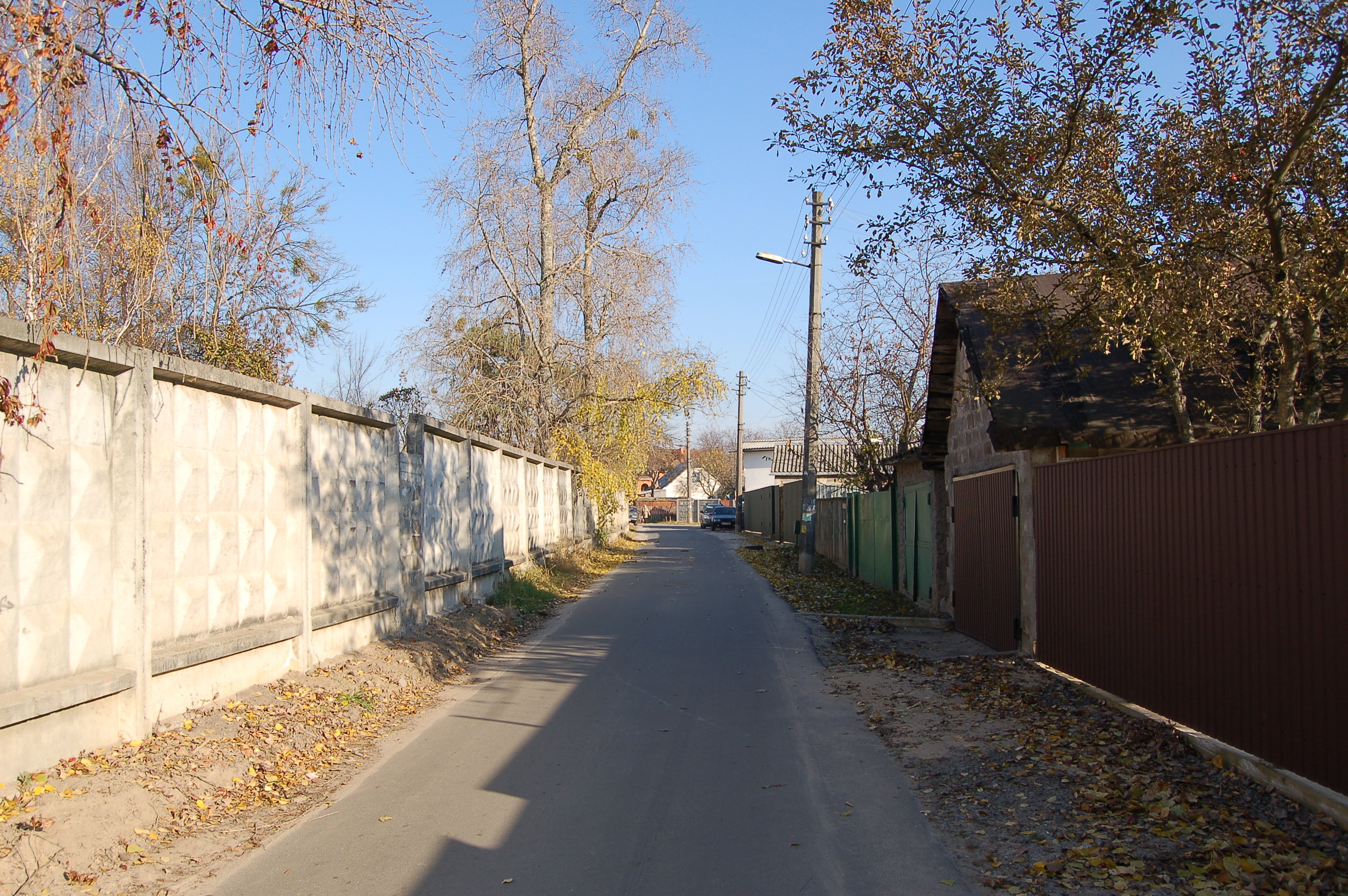
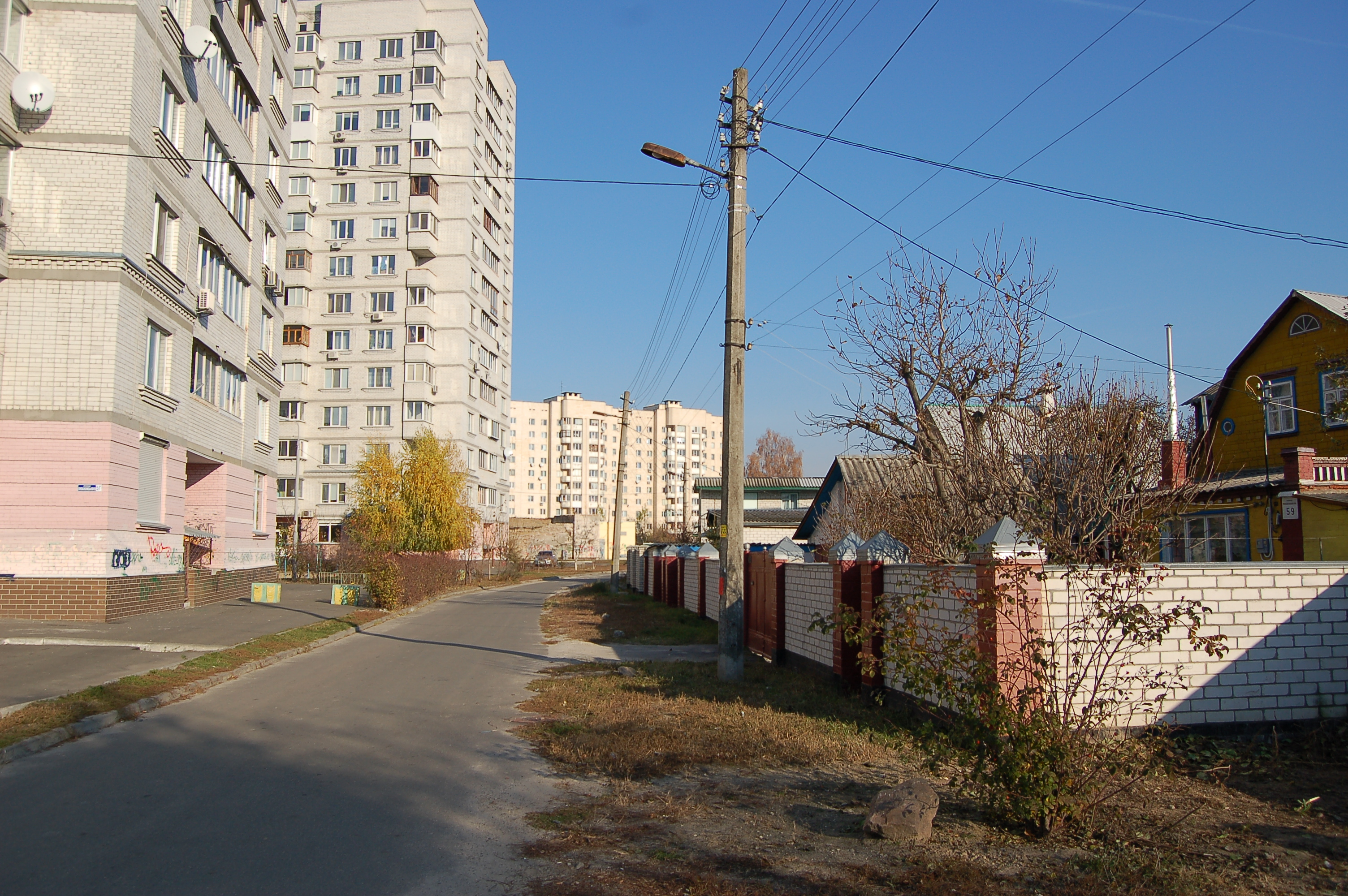
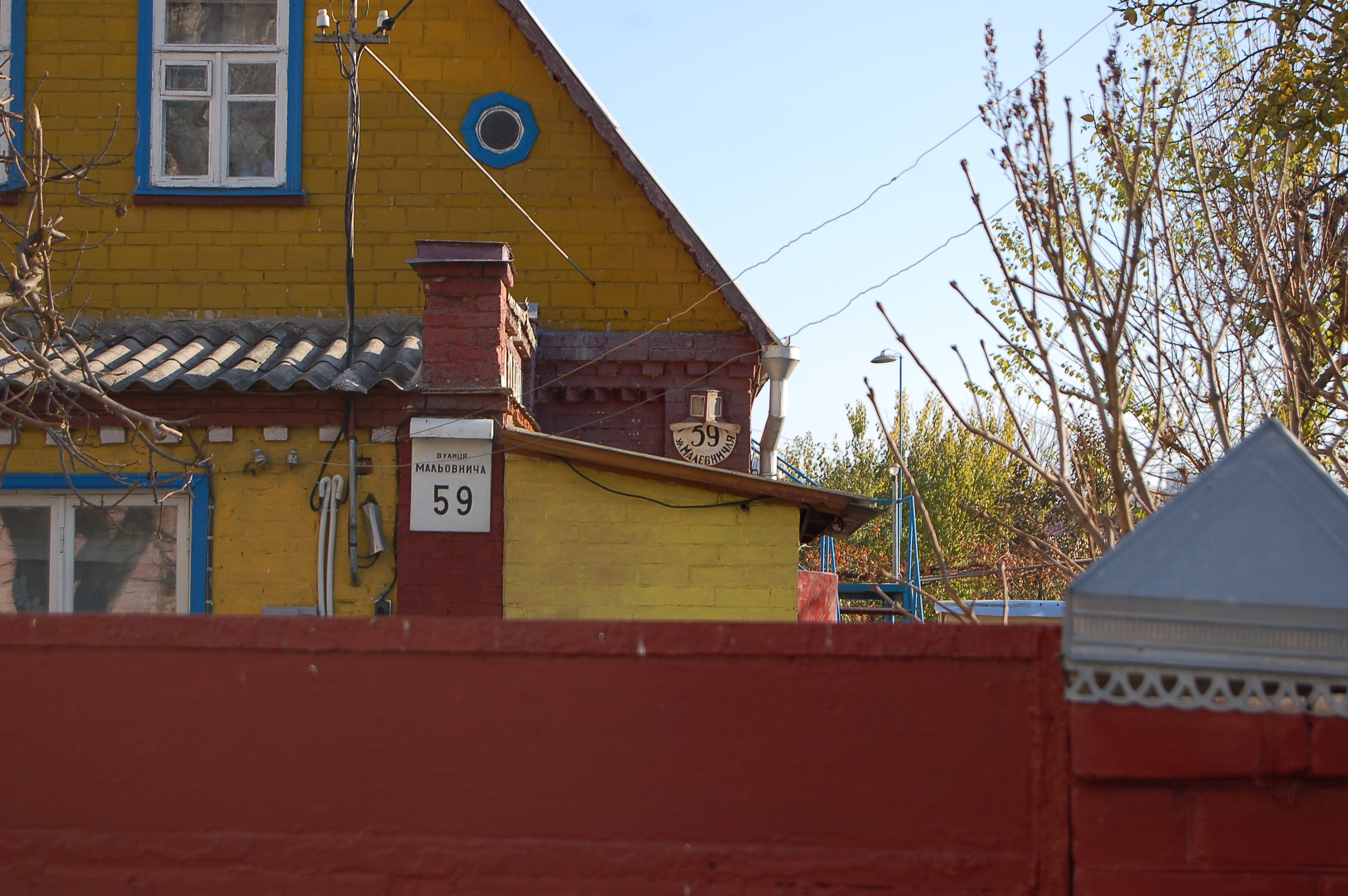
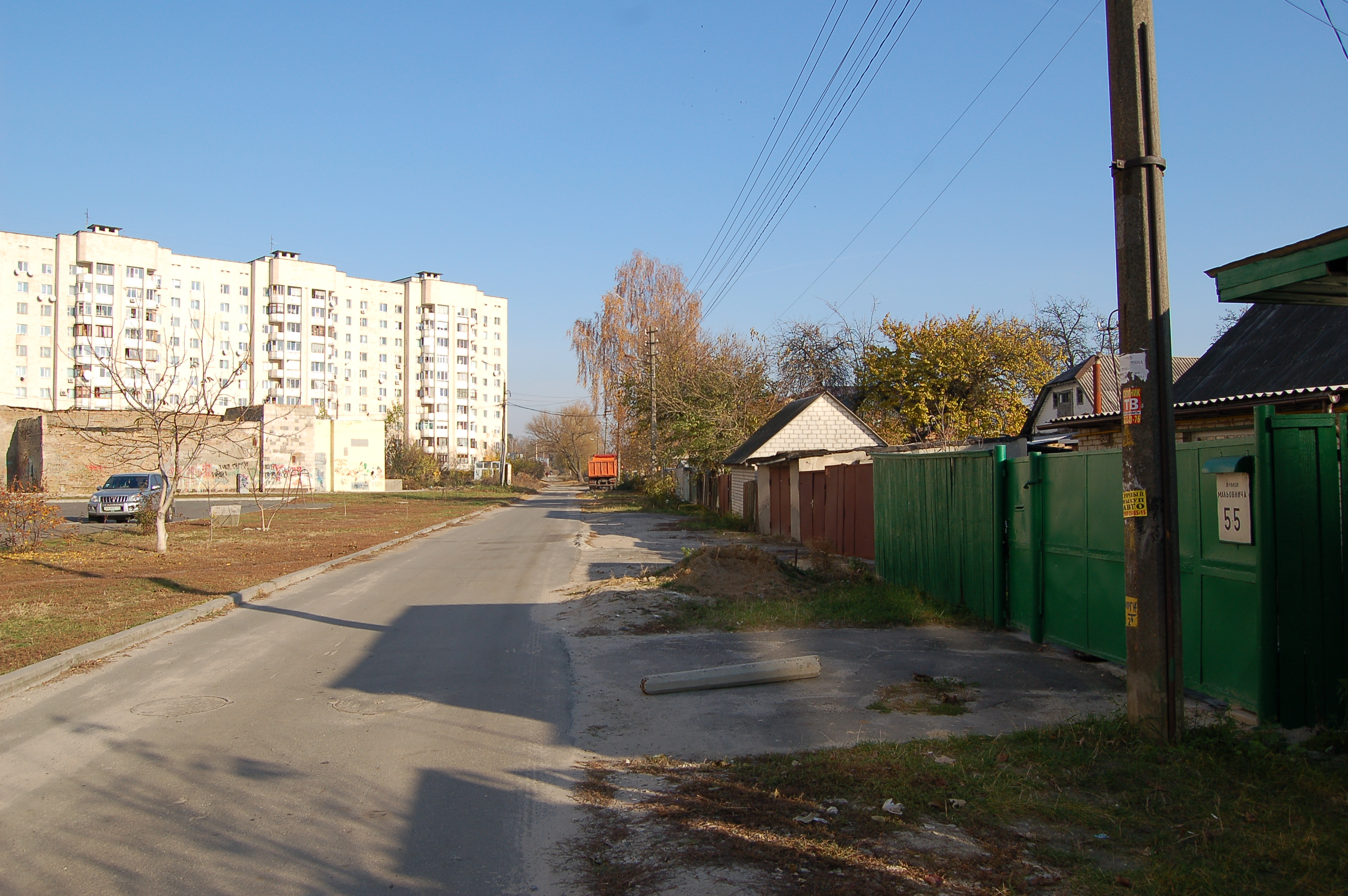